# Hebe armstrongii
Hebe armstrongii é uma espécie de planta do gênero Hebe.